# Macrobrachium rosenbergii
Річкова креветка гігантська (Macrobrachium rosenbergii), прісноводна креветка гігантська, є комерційно важливим видом палемонідних прісноводних креветок. Він зустрічається в усіх тропічних і субтропічних областях Індо-Тихоокеанського регіону, від Індії до Південно-Східної Азії та Північної Австралії. Гігантську прісноводну креветку також завезли до деяких регіонів Африки, Таїланду, Китаю, Японії, Нової Зеландії, Америки та Карибського басейну. Це одна з найбільших прісноводних креветок у світі, яка широко культивується в кількох країнах для їжі. Хоча M. rosenbergii вважається прісноводним видом, личинкова стадія тварини залежить від солонуватої води. Як тільки окрема креветка виростає за планктонну стадію і стає молодою, вона живе повністю в прісній воді.
Вона також відома як малайзійська креветка, прісноводна креветка (Індія) або черабін (Австралія). На різних мовах її називають golda chingri в Бангладеш та Індії, udang galah в Індонезії та Малайзії, uwáng або uláng на Філіппінах і koong mae nam або koong ghram gram у Таїланді.

## Опис

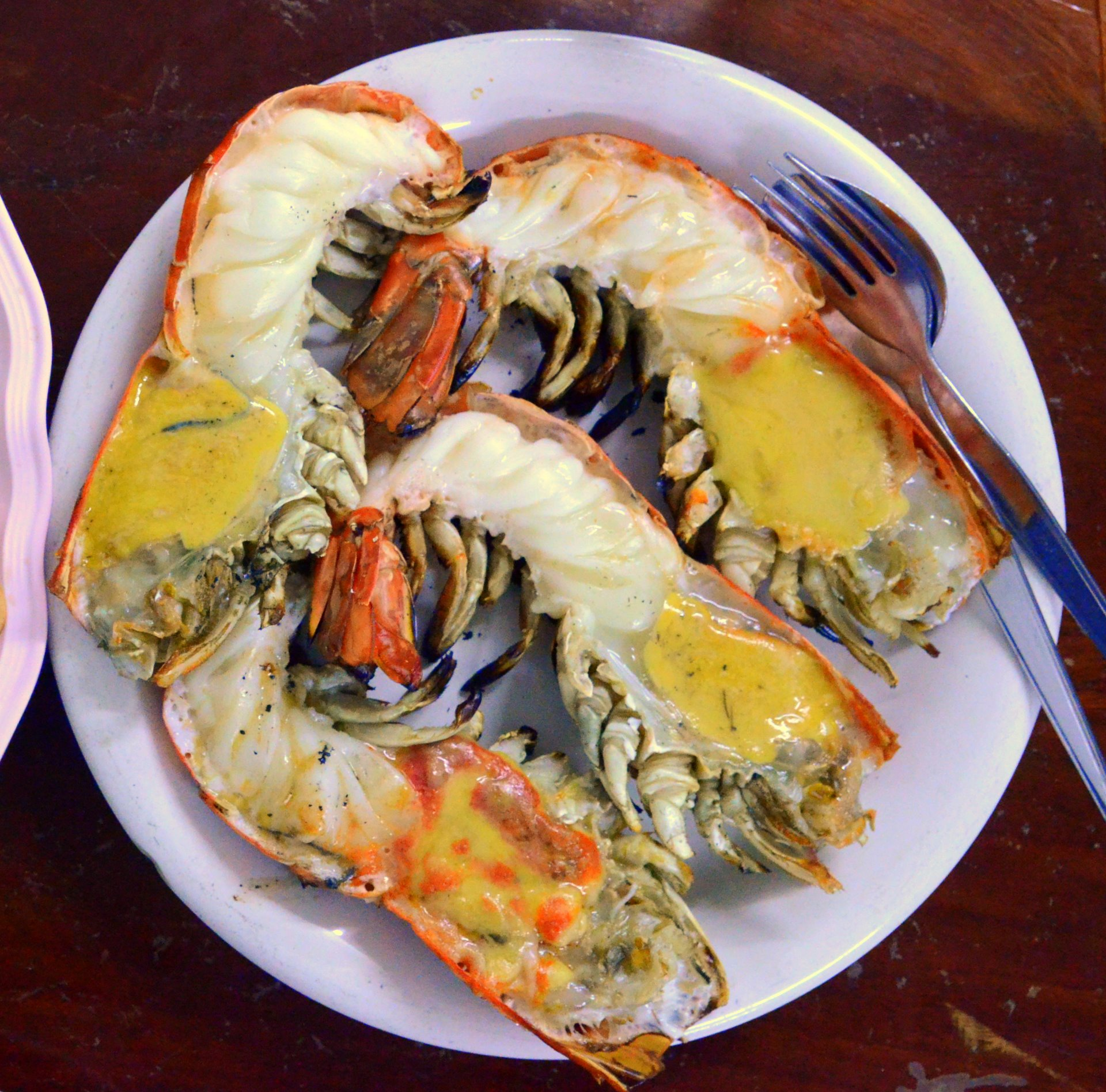
Гігантські річкові креветки на грилі по-тайськи, кожна (ціла) креветка вагою близько 500 г

M. rosenbergii може досягати довжини понад 30 см. Вони мають переважно коричневий колір, але можуть відрізнятися. Менші особини можуть бути зеленуватими і мати слабкі вертикальні смуги. Рострум дуже видатний і містить 11-14 дорсальних зубів і 8-11 черевних зубів. Перша пара ходильних ніг (pereiopods) подовжена і дуже тонка, закінчується клешнями (chelipeds), які використовуються як живильні придатки. Друга пара ходильних ніг набагато більша і потужна, особливо у самців. Рухливі клешні другої пари ходильних ніг виразно вкриті густими щетинками, які надають їм оксамитовий вигляд. Колір клешень у самців змінюється в залежності від їх соціального домінування.
Самку можна відрізнити від самця за більш широким черевцем і меншими другими ногами. Статеві отвори розташовані на сегментах тіла, що містять п'ятий перейоподій і третій перейоподій у самців і самок відповідно.

### Морфотипи
Існує три різних морфотипи самців. Перша стадія називається «маленький самець»; ця найменша стадія має короткі, майже напівпрозорі клешні. Якщо дозволяють умови, малі самці ростуть і перетворюються на стадію «помаранчеві клешні», які мають великі помаранчеві клешні на своїх других хеліпедах, які можуть мати довжину в 0,8-1,4 рази більше їхнього тіла. Пізніше самці можуть трансформуватися в самців третьої та останньої стадії, самців стадіʼ «блакитні клешні». У них сині клешні, а їхні другі хеліпеди можуть стати вдвічі довшими за їхні тіла.
Самці M. rosenbergii мають сувору ієрархію; територіальні чоловіки синіх клашнів домінують над оранжевими, які, у свою чергу, домінують над малими. Присутність самців виніх клешень пригнічує ріст малих та затримує метаморфоз оранжевих у сині; оранжеві продовжують рости, поки не стане більшим за найбільшого самця синіх у своєму сусідстві перед трансформацією. Усі три стадії самців є статево активними, і самки, які зазнали передпологової линьки, спарюються з будь-яким самцем для розмноження. Сині самці захищають самок, доки їхні панцири не затвердіють; оранжеві і малі не демонструють такої поведінки.

## Життєвий цикл
Під час спарювання самець відкладає сперматофори на нижній стороні грудної клітини самки, між ходильними ногами. Потім самка видавлює яйцеклітини, які проходять через сперматофори. Самка носить із собою запліднені яйця, поки вони не вилупляться; час може змінюватися, але зазвичай становить менше 3 тижнів. Самки відкладають 10 000-50 000 яєць до 5 разів на рік.
З цих яєць вилуплюються перша стадія личинок ракоподібних. Вони проходять кілька личинкових стадій у солонуватій воді перед метаморфозою у постличинок, на яких стадії вони становлять 7.1-9.9 см завжовжки і схожі на дорослих. Ця метаморфоза зазвичай відбувається приблизно через 32-35 днів після вилуплення. Потім ці постличинки мігрують назад у прісну воду.